# Dirk Herber

Dirk Herber

Dirk Herber (* 24. September 1979 in Neustadt an der Weinstraße) ist ein deutscher Polizeibeamter und Politiker (CDU). Er ist seit Mai 2016 Mitglied des Rheinland-Pfälzischen Landtags.

## Leben

### Ausbildung und Beruf
Herber wurde als Sohn eines Polizeibeamten und einer Krankenschwester geboren und wuchs im Neustadter Ortsteil Mußbach auf. Nach dem Abitur 1999 am Kurfürst-Ruprecht-Gymnasium Neustadt trat er in den Dienst der Polizei Rheinland-Pfalz ein und begann ein Studium an der Fachhochschule für Öffentliche Verwaltung (Fachbereich Polizei, Flughafen Hahn), das er 2003 mit der Prüfung zum Diplom-Verwaltungswirt (FH) abschloss. Im Anschluss war er im aktiven Polizeidienst tätig. Von 2003 bis 2004 wurde er bei der Bereitschaftspolizei Schifferstadt, von 2004 bis 2007 im Polizeieinzeldienst der Polizeiinspektion Speyer und von 2007 bis 2016 in der Diensthundestaffel beim Polizeipräsidium Rheinpfalz eingesetzt.

### Politik
Herber trat 2008 in die CDU ein. Er war von 2009 bis 2014 Mitglied des Ortsbeirats in Mußbach und dort von 2014 bis 2024 Ortsvorsteher. 2014 wurde er zudem in den Stadtrat der Stadt Neustadt an der Weinstraße gewählt. Bei den Landtagswahlen 2016 und 2021 wurde er im Wahlkreis 42 (Neustadt an der Weinstraße) direkt in den Landtag gewählt. Im Parlament ist er Mitglied des Innenausschusses und des Ausschusses für Europafragen und eine Welt. Innerhalb der Fraktion ist er Sport- und Innenpolitischer Sprecher.

### Privates
Dirk Herber ist verheiratet und hat drei Kinder.